# Pierre-Mathieu Ligier

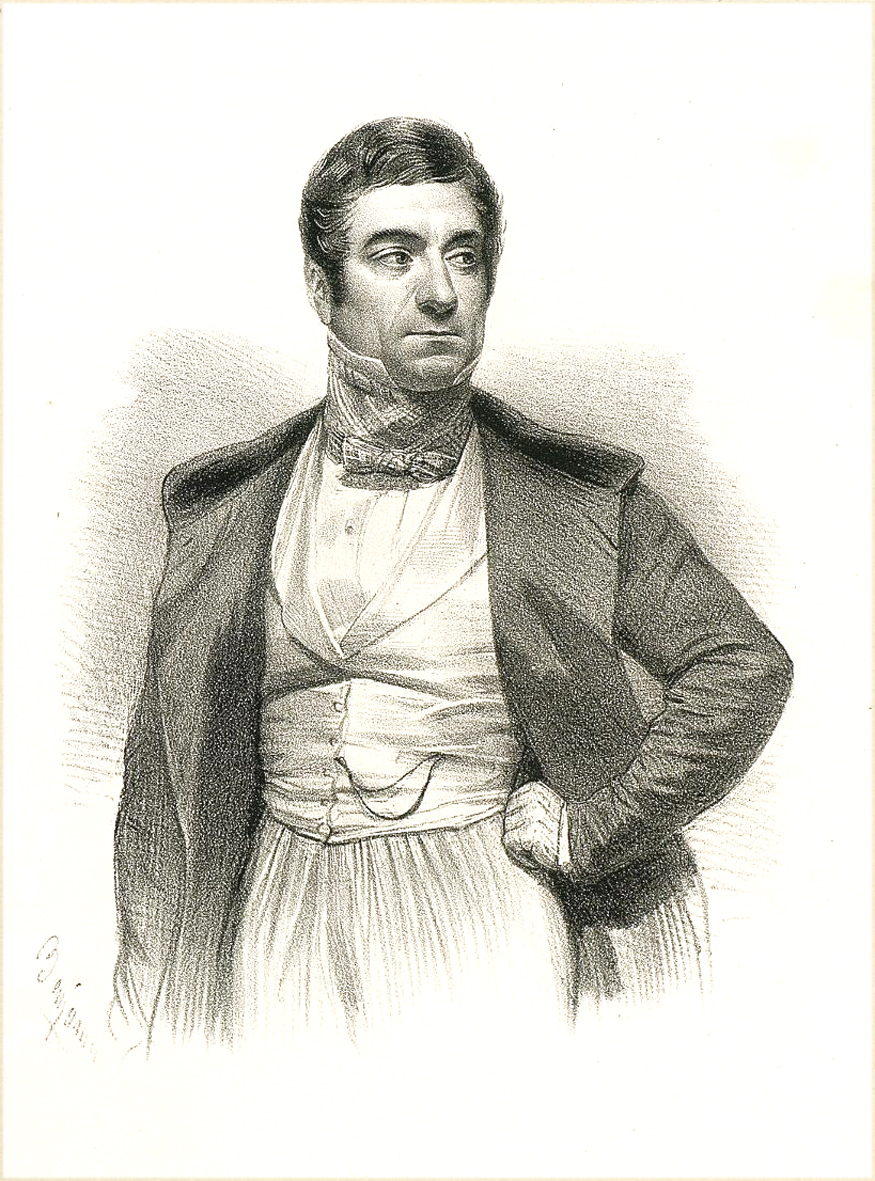
Porträt Pierre Mathieu Ligiers

Pierre Mathieu Ligier (* 10. November 1796 in Bordeaux; † 26. September 1872 ebenda) war ein französischer Schauspieler.

## Leben
Pierre Mathieu Ligier arbeitete zunächst im Glasereibetrieb seines Vaters. Nebenbei versuchte er sich in Tragödien an einem Laientheater und spielte später an einem kleinen Theater an den Allées de Tourny, einer Vergnügungsmeile seiner Heimatstadt.
Ende des Jahres 1818 verließ er Bordeaux, um nach Paris zu gehen. Dort hatte er ein Vorsprechen an der Comédie-Française, wobei seine Körpergröße als zu klein befunden wurde. Allerdings wurde ihm zu Schauspielunterricht an der Ecole royale
de musique et de déclamation geraten, was er befolgte und als Jahrgangsbester im Fach der Tragödie abschloss. Unter diesen Voraussetzungen durfte Lignier im Jahr 1820 an der Comédie in der Rolle des Nero in Racines Tragödie Britannicus debütieren.
Als Schauspieler war er nicht unumstritten. Neben seiner geringen Körpergröße wurde vor allem seine unzusammenhängende Gestik sowie seine gewöhnliche Ausdrucksweise bemängelt. Dazu hatte er, obwohl seine Stimme klangvoll war, einen scharfen Ausdruck. Das bewog François-Joseph Talma, über Ligier zu spotten, er schreie so laut, dass er Glas damit schneiden könne, um auf seine in der Jugend ausgeübte Tätigkeit als Glaser anzuspielen.
Er erhielt ein festes Probeengagement, mit regelmäßiger Gage und Sonderzahlungen, mit der Zusage, bis 1824 in die Société de la Comédie-Française aufgenommen zu werden. Bis dahin sollte er als Jungschauspieler Nebenrollen spielen, was er mit einem Brief, in unangemessen fordernder Sprache verfasst, beantwortete, in dem er die Hauptrolle in Le Cid forderte. Er zeigte sich als unangenehmer Mitarbeiter, der sich nicht an die Gepflogenheiten des Theaterbetriebs und der Rollenbesetzung halten wollte. Dazuhin bat er immer wieder um die Erhöhung seiner Gage und um Vorschuss und wurde es im gewährt, war er immer noch damit unzufrieden, weniger als Talma oder Lafon an Gage zu erhalten. Nach zwei Jahren stetigen Kampfes mit dem Komitee der Comédie kam heraus, dass er heimlich, neben den Verpflichtungen an der Comédie, in der Provinz auftreten wollte. Daraufhin wurde er entlassen und ein zweijähriges Hausverbot am Odéon ausgesprochen.
Ligier trat nun eine zweijährige Tournee durch die Provinz an, von der er 1824 durch den neuen Direktor des Odéon zurückgerufen wurde. Dieser gab ihm dort ein Engagement. Dem Publikum gefiel das und die Stimmung wandte sich gegen die Comédie, der die alleinige Verantwortung für den damaligen Abgang gegeben wurde. Das erneute Debüt an der Comédie erfolgte dann 1827, jedoch ohne feste Verpflichtung, denn 1829 brillierte er am Théâtre de la Porte Saint-Martin als Marino Falliero in Delavignes gleichnamiger Tragödie. Erst 1831 wurden Ligier ein festes Engagement und die Mitgliedschaft in der Société de la Comédie-Française angeboten, was er auch annahm.
In den folgenden Jahren entwickelte sich Ligier zum hervorragenden Interpreten Delavignes, glänzte aber auch in Tragödien von Victor Hugo, wie beispielsweise Le roi s’amuse oder Les burgraves. Hugo war dann auch voll des Lobes für die Interpretation Barbarossas.
Anfang 1847 gab Ligier seine letzte Vorstellung an der Comédie und seine Kollegin Rachel gab für seine Benefizaufführung die Andromache. Offiziell schied er aber erst 1851 aus dem Ensemble aus und erhielt ab dann die übliche Pension der Comédie. Er spielte noch einige Zeit am Théâtre de la Porte Saint-Martin, zog er sich dann aber in seine Heimatstadt Bordeaux zurück. Er war aber immer wieder auf Tournee und war sich nicht zu schade, auch in Kleinstädten aufzutreten. Er starb schließlich 76-jährig an den Folgen eines Schlaganfalls. Das Begräbnis war ein großes Ereignis, bei dem anerkennende Reden gehalten wurden.
Über das Privatleben Ligiers ist lediglich bekannt, dass er verheiratet war und eines seiner Kinder, ein Sohn, Oberstleutnant beim 4. Marine-Infanterieregiment in Toulon diente, das am Krimkrieg beteiligt war.